# Harmony ribbon
「harmony ribbon」（ハーモニー・リボン）は、日本の声優・歌手である水瀬いのりの楽曲。作詞・作曲は多田慎也が担当している。水瀬の2枚目のシングルとして2016年4月13日にKING AMUSEMENT CREATIVEより発売された。
ファンとの絆を歌った楽曲であり、タイトルには「ファンと一緒に作り上げていきたい」という気持ちが込められている。『AJ Night 2016』で初めて披露され、のちに水瀬のライブイベントで最後に歌われることが多い曲となった。オリコン週間CDシングルランキングにて初登場10位を獲得し、水瀬にとって初めてのTOP10入りとなった。

## 背景、制作、音楽性
水瀬は2015年12月2日にキングレコードから1stシングル「夢のつぼみ」で歌手デビューし、2016年1月10日にアニメイト横浜店で行われた1stシングルのミニライブ&ポスターお渡し会にて2ndシングルが4月13日に発売されることが発表された。2月にはタイトルが「harmony ribbon」であることが発表された。タイトルが決まる前に撮影されたジャケットが「リボンの中にいる水瀬」というイメージであったため「リボン」という言葉が採用され、「ファンと一緒に作り上げていきたい」という想いをこめて「結ぶ」や「つなぐ」という意味の「ハーモニー」という言葉を足した「harmony ribbon」というタイトルに決まった。
作詞・作曲は嵐やAKB48などの楽曲を手がける多田慎也が務めており、ミディアムテンポで軽快なポップチューンの楽曲となっている。曲は前作『夢のつぼみ』と同様にコンペで水瀬が選考しており、水瀬は「この曲は唯一無二な感じがしましたし、この先、出会うことがないかもしれないタイプの曲で、今歌わなきゃいけないと強く思った」と話しており、ライブで盛り上がるような曲を作りたいという思いもあって選ばれた。
前作と同様、カップリング曲を含めて水瀬がハーモニーやコーラスを全て1人で収録した。曲に感情を込めて歌うために、強弱や地声とファルセットの使い分けが意識されている。また、水瀬はマスタリングにも参加している。

## リリース、プロモーション
2016年4月13日にKING AMUSEMENT CREATIVEより発売された。初回封入特典として「特製トレカ」が封入されたほかに、特定の販売店で購入した場合は先着で各チェーン店ごとに全11種類のブロマイドやクリアファイルが特典として配布された。
この楽曲は2016年4月2日放送の文化放送『A&G TRIBAL RADIO エジソン』で初めてオンエアされ、番組には水瀬がコメントで出演した。ほかにも水瀬が表紙を飾った『声優グランプリ』2016年5月号をはじめとして複数の雑誌やフリーペーパーでインタビューや広告が掲載された。また、本作の発売を記念して、2016年5月・6月にミニライブ＆ポスターお渡し会が開催された。公式Twitterなどでは4月13日を「ヨイサの日」と呼んで告知を行なっていた。

## アートワーク、ミュージック・ビデオ
ジャケット写真はリボンがテーマになっており、水瀬は「みんなの想いや願い、声を束ねて、私が手に持っている」、「私とファンの皆さん、私とあなたを結ぶ」という意味があると話している。先述の通りジャケット写真はタイトルが決まる前に撮影されており、ジャケット写真を元にタイトルが考案された。
ミュージック・ビデオは雲の上で歌う水瀬いのりがリボンをたくさんの人々に届けるというストーリーになっている。タイトルにちなんで髪飾りやマイクスタンドにリボンがついており、雲の上にいる設定のシーンと地上にいる設定のシーンでは異なる衣装、髪型、背景、ライティングが用いられている。ミュージック・ビデオは公式YouTubeチャンネルで公開されたほかに1stアルバム『Innocent flower』初回限定盤のBlu-rayに収録された。

## チャート成績
『harmony ribbon』は発売初週に0.9万枚を売り上げて、2016年4月25日オリコン週間CDシングルランキングにて初登場10位を獲得した。1stシングル『夢のつぼみ』は11位だったので、水瀬にとって初めてのTOP10入りとなった。

## ライブ・パフォーマンス
2016年3月26日に開催された『AJ Night 2016』で初めて披露された。水瀬は「最後のラララ～の部分を皆様と合唱したいという想いで作った楽曲」と話しており、ライブで披露される際には実際にファンによって「ラララ」と合唱が行われる。
水瀬のライブイベントで最後に歌われることが多い曲になり、2017年1月28日に水瀬が出演した『リスアニ！LIVE 2017』、2017年3月15日に開催された『KING SUPER LIVE 2017 TRINITY』、2017年12月2日に開催された1stライブ『水瀬いのり1st LIVE Ready Steady Go!』などが「harmony ribbon」で締めくくられた。

## シングル収録曲
| #         | タイトル           | 作詞      | 作曲      | 編曲      | 時間  |
| --------- | ------------------ | --------- | --------- | --------- | ----- |
| 1.        | 「harmony ribbon」 | 多田慎也  | 多田慎也  | 鈴木雅也  | 6:17  |
| 2.        | 「Dreaming Girls」 | Rico      | 齋藤真也  | 齋藤真也  | 4:14  |
| 3.        | 「Ring of Smile」  | 唐沢美帆  | Kon-K     | Kon-K     | 4:38  |
| 合計時間: | 合計時間:          | 合計時間: | 合計時間: | 合計時間: | 15:09 |

## 参加アーティスト
- All vocals & chorus：水瀬いのり

| harmony ribbon - Guitar：エレクトロソナー - Drums：輝喜 (アンティック-珈琲店-) - Violin：石垣千香, 沖祥子 - Viola：金孝珍 - Cello：篠崎由紀 - All other instruments & programming：鈴木雅也 - Strings arrangement：佐藤朋生 - Vocal direction：多田慎也 | Dreaming Girls - Bass：黒須克彦 - Drums：かどしゅんたろう - Guitar：海老澤祐也 - Piano & all other instruments：齋藤真也 | Ring of Smile - Drums：佐野康夫 - Bass：川崎哲平 - Guitar：小倉博和 - Chorus arrangement & Vocal direction：山下洋介 |

## リリース日一覧
| 地域 | リリース日    | レーベル                | 規格                   | 規格品番  |
| ---- | ------------- | ----------------------- | ---------------------- | --------- |
| 日本 | 2016年4月13日 | KING AMUSEMENT CREATIVE | CD                     | KICM-1662 |
| 日本 | 2016年4月13日 | KING AMUSEMENT CREATIVE | デジタル・ダウンロード |           |

## チャート
| チャート                                | 最高 順位 | 出典   |
| --------------------------------------- | --------- | ------ |
| 日本・オリコン 週間CDシングルランキング | 10        | [ 2 ]  |
| Billboard Japan Hot 100                 | 31        | [ 27 ] |
| Billboard Japan Hot Animation           | 6         | [ 28 ] |
| Billboard Japan Hot Singles Sales       | 10        | [ 29 ] |

## 収録作品

### アルバム
| 楽曲           | アルバム            | 発売日       | 備考                  |
| -------------- | ------------------- | ------------ | --------------------- |
| harmony ribbon | 『Innocent flower』 | 2017年4月5日 | 1stオリジナルアルバム |

### 映像作品
| 楽曲           | アルバム                                     | 発売日         | 備考                      |
| -------------- | -------------------------------------------- | -------------- | ------------------------- |
| harmony ribbon | 『Inori Minase 1st LIVE Ready Steady Go!』   | 2018年4月4日   | 1stライブBlu-ray          |
| harmony ribbon | 『Inori Minase LIVE TOUR 2018 BLUE COMPASS』 | 2018年10月17日 | 2ndライブBlu-ray          |
| harmony ribbon | 『Inori Minase MUSIC CLIP BOX』              | 2019年6月26日  | 1stミュージッククリップ集 |
| Dreaming Girls | 『Inori Minase 1st LIVE Ready Steady Go!』   | 2018年4月4日   | 1stライブBlu-ray          |